# Parque Central de Zacapa
El Parque Central de Zacapa es un parque situado en el departamento de Zacapa, en Guatemala. Se trata de un lugar céntrico en donde  es normal ver a familias y amigos convivir entre símbolos culturales de la región. Cuenta con el Palacio Municipal, la iglesia central, estatuillas e iluminación. Se ubica en 4.ª Calle, 3.ª Calle, Zacapa. Este parque se creó durante el periodo de independencia de Guatemala en 1821, es por eso que lleva el nombre del Parque Bicentenario de Zacapa.
Próximamente, el Parque de Zacapa llevará el nombre de Kevin Cordón debido a que es parte del "Reconocimiento brindado al deportista”, que quedó como el cuarto badmintonista mejor del mundo en los Olímpicos de Tokio. Cordón es oriundo de ese departamento.

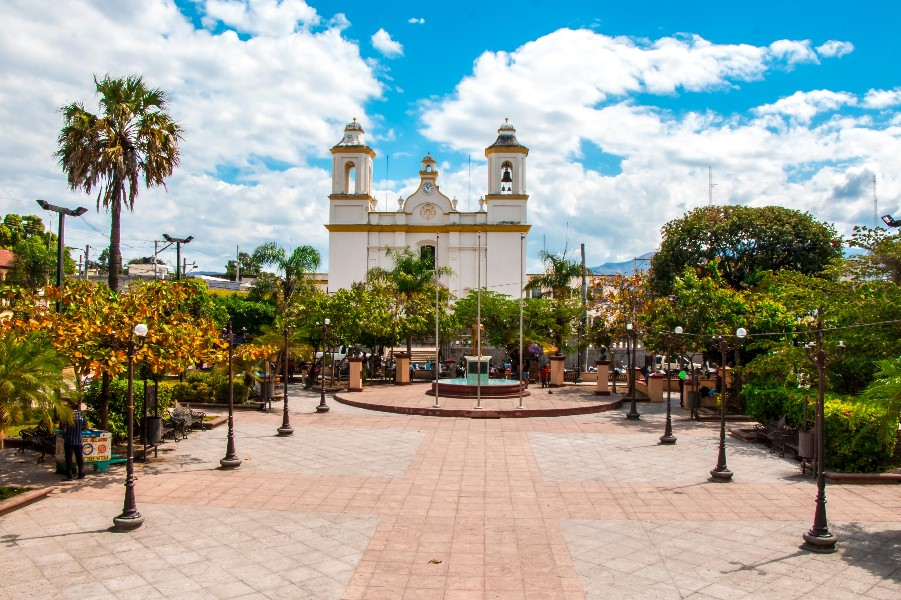